# Крейсери типу «Альміранте Грау»
«Альміранте Грау» — тип з  двох крейсерів-розвідників, побудованих для ВМС Перу між 1905 і 1907 роками. Обидва кораблі залишалися в строю до 1958 року.

## Будівництво та проектування
У 1905 році Перу розмістило замовлення у британського суднобудівника Vickers на два крейсери-розвідники, подібні за дизайном до типу «Сентінел», побудованого цією компанією для британського Королівського флоту.  Кораблі під назвами «Альміранте Грау» та «Коронель Болоньєсі» були набагато потужнішими, за будь-які наявні кораблі перуанського флоту, який зазнав серйозних втрат під час Тихоокеанської війни двадцять роківдо того і з тих пір не замовляв жодного нового корабля. 
Два розвідувальних крейсери мали стати тим, що один американський урнал назвав «піонерами» зростаючого та модернізованого перуанського флоту. Керівництво ВМС планувало, щоб «Альміранте Грау» залишався флагманом флоту (для цього цей корабель у порівнянні з однотипним крейсером мав додаткові приміщення на кормі для розміщення командування ескадрою та кормовий балкон) лише до придбання потужніших військових кораблів.  Станом на 1905 рік плани військово-морської розбудови Перу включали три лінійні кораблі подібні до британських додредноутів типу «Свіфтшур», три броньовани крейсери, шість міноносців і численні менші військові кораблі, придбані протягом дев’яти років за 7 млн. доларів.  Жодна з цих планованих покупок не була реалізована, і «Альміранте Грау» і «Коронель Болоньєсі» залишалися найпотужнішими перуанськими військовими кораблями впродовж багатьох років.

## Історія служби
Після завершення два кораблі разом відпливли з Англії до Перу, досягнувши Кальяо 10 серпня 1907 року  Під час Першої світової війни два крейсери супроводжували торгові судна поблизу узбережжя Перу, а «Альміранте Грау» також служив плавучою базою підводних човнів.
У 1925 році два кораблі були переобладнані, у котли були замінені трубними, призначеними для використання нафти.  
У 1932 році між Перу і Колумбією почалася війна за територію у верхній течії Амазонки. У травні 1933 року «Альміранте Грау» в супроводі двох підводних човнів був відправлений через Панамський канал до гирла річки Амазонки для підтримки операцій у її верхній течії. Однак війна закінчилася до їх прибуття, тож «Альміранте Грау» та дві підводні човни повернулися до Тихого океану.
Два крейсера були переобладнані Ярроу в 1934 році, 10 старих котлів були замінені на 8 нових, що збільшило їх швидкість до 23,5 вузлів. Пізніше була встановлена нова система управління вогнем, і в 1936 році дві з 14-фунтових гармат були замінені на японські 76 мм зенітні гармати. 
З липня 1941 по січень 1942 року два крейсера брали участь в блокаді затоки Гуаякіль під час війни з Еквадором.  У 1940-х роках корабельні містки були модифіковані, а оригінальну фок-щоглу замінили щогли-триноги. Зенітне озброєння було посилено додаванням семи  кулеметів Browning,  для забезпечення протичовнових можливостей був встановлений пристрій для скидання глибиних бомб.  Після вступу Перу у Другу світову війну в 1944 році два крейсери використовувалися для прибережного патрулювання. Після війни їх використовували як навчальні кораблі, а потім як стаціонарні блокшиви, перш ніж 24 червня 1958 року їх розібрали та продали на металобрухт. 

## Див також
Крейсери типу «Баїя» - інший тип крейсерів-розвідників, побудованих Vickers для ВМС Бразилії. 